# 石川五右衛門 (電視劇)
《石川五右衛門》由松竹株式會社和東京電視台制作，2016年10月14日起在東京電視台的週五8時連續劇播放的時代劇，劇中主要演員為歌舞伎演員市川海老藏。

## 概述
本作是第十一代市川海老藏於2009年時主演樹林伸原作・剧本同名新作歌舞伎影像化作品。
本作同样也是歌舞伎樹林伸担任剧本，主演亦海老藏担任。海老藏所主演电视剧的以前名称第七代市川新之助到《武藏MUSASHI》(2003年NHK大河劇)为止，第一次以十一代海老藏为名。 

## 演員

### 石川五右衛門一派
- 石川五右衛門：市川海老藏
- 茶茶：比嘉爱未[3]
- 三上的百助：山田純大（日语：山田純大）
- 足柄的金藏：前野朋哉（日语：前野朋哉）
- 堅田的小雀：高月彩良
- 御律（おりつ）：田中美里（日语：田中美里）
- 五郎市：南岐佐
- 奧山公繼：益岡徹（日语：益岡徹）
- 奧山奈奈：AnJu（日语：AnJu）

### 豐臣政權關係人
- 豐臣秀吉：國村隼
- 石田三成：丸山智己（日语：丸山智己）
- 前田玄以：榎木孝明（日语：榎木孝明）

### 客串演出

#### 第2集
- 岩川次郎吉：渡邊裕之
- 市原九大夫：金山一彥（日语：金山一彦）
- 鐵嶽：脇知弘（日语：脇知弘）
- 岩川禮三郎：佐藤瑠生亮

#### 第3话
- 美濃屋利兵衛：山田明郷（日语：山田明郷）
- 加賀屋甚右衛門：西村和彦
- 榊基次：棚橋弘之

#### 第4话
- 深田賴近：片岡愛之助
- 山中權八：山本裕典
- 本庄茂平次：池内万作（日语：池内万作）
- 大木辰馬：本田博太郎（日语：本田博太郎）

## 工作人员
- 原作：樹林伸
- 旁白：春風亭小朝
- 編劇：樹林伸、渡边雄介、森下直、大原久澄、山本むつみ
- 導演：石原兴、服部大二、井上昌典
- 音樂：川井憲次
- 主題曲：上妻宏光「月夜之影～石川五右衛門主題曲～」
- 人物設計監督：柘植伊佐夫
- 服装設計合作：松本圭祐
- 殺陣：清家三彦
- 動作：中村健人
- 工作室合作：東映京都摄影所
- 技術合作：IMAGICA west
- 監制：松本拓、佐佐木淳一、渡边龙、山田尚史、龟井威
- 製片人：山鹿达也
- 製作合作：松竹摄影所
- 製作：東京電視台、松竹

## 播放日程
| 話次                                | 播出日期 | 標題 | 編劇     | 導演     | 收视率 | 備註            |
| ----------------------------------- | -------- | ---- | -------- | -------- | ------ | --------------- |
| 第1话                               | 10月14日 |      | 樹林伸   | 石原興   | 6.0%   | 初回2小时特别篇 |
| 第2集                               | 10月21日 |      | 渡边雄介 | 服部大二 |        |                 |
| 第3集                               | 10月28日 |      |          |          |        |                 |
| 第4集                               | 11月4日  |      |          |          |        |                 |
| (收视率由VedioResearch調查關東地區) |          |      |          |          |        |                 |

## 脚注
1. ↑  八月歌舞伎公演 石川五右衛門 （页面存档备份，存于） 新橋演舞場 松竹『歌舞伎美人』
2. 1 2 3  市川海老蔵、13年ぶり連続ドラマ主演 天下の大泥棒・石川五右衛門役 （页面存档备份，存于） ORICON STYLE 2016年1月6日付
3. ↑  . 映画.com. 2016-06-06  [2016-06-06]. （原始内容存档于2016-06-06）.
4. ↑  . スポーツ報知. 2016-10-17  [2016-10-17]. （原始内容存档于2016-10-18）.